# Герб Полярных Зорь
Герб города Полярные Зори — официальный символ муниципального образования «город Полярные Зори с подведомственной территорией» Мурманской области.

## Описание и обоснование символики
Геральдическое описание (блазон) гласит:
В лазоревом поле с таковой же оконечностью, обремененной малым золотым безантом, окруженным восемью золотыми эллиптическими кольцами (два в прямой, два в косой крест), три серебряных горы (средняя выше), сопровожденные вверху двумя развевающими к боковым сторонам щита флагами в цвет поля, многократно пересеченными золотом сообразно положению полотнищ

## История
В марте 1995 года комиссией при администрации города Полярные Зори был утвержден городской герб. Город был образован в 1968 году как поселок энергетиков АЭС. Видимо, поэтому в его названии присутствует слово — зори, то есть свет, свечение. В газете «Мурманский вестник» от 29 марта 1995 года так описывался первоначальный вариант герба, составленный художником Игорем Александровичем Грустневым: сине-красный прямоугольник, на котором изображены белые сопки, северное сияние, значок атома и слова «Полярные Зори». Позже герб был доработан Константином Мочёновым,  «Союз геральдистов России».
22 августа 2006 года решением № 67 Совета депутатов города Полярные Зори  «Об утверждении Положения о гербе муниципального образования «Город Полярные Зори с подведомственной территорией» было утверждено официальное описание герба:
В лазоревом поле три горы (средняя выше), сопровожденные вверху многочисленными отвлеченными лучами северного сияния разной длины, направленными наискось вправо и влево; внизу – диском ядра атома, окруженным четырьмя эллиптическими орбитами электронов. Горы серебряные, все остальные фигуры и окантовка герба - золотые
В ходе подготовки документов для регистрации герба в Геральдическом совет при Президенте Российской Федерации,  28 марта 2007 года решением № 126 Советом депутатов города были внесены изменения и дополнения в Положение «О гербе муниципального образования город Полярные Зори с подведомственной территорией» Мурманской области. Описание герба стало более геральдическим, добавлено обоснование символики герба.
Герб муниципального образования город Полярные Зори с подведомственной территорией внесен в Государственный геральдический регистр Российской Федерации с присвоением регистрационного номера 3290.